# محمد بك الألفي
محمد بك الألفي من أمراء المماليك في مصر. كان من كبار مماليك مراد بك، وعند مجيئ الحملة الفرنسية على مصر، فرّ مع مراد بك إلى صعيد مصر. اتخذ نابليون بونابرت من قصر الألفي مقرًا لإقامته. وبعد أن تحالف مراد بك مع الفرنسيين، والتي بموجبه أصبح مراد بك حاكمًا للصعيد، اعتزله الألفي واستمر في قتاله للفرنسيين، وعند قدوم الإنجليز لمصر لإخراج الفرنسيين منها، تحالف معهم، إلا أنهم بعد خروجهم من مصر عام 1802م وفق معاهدة إميان، أصبح في مواجهة مباشرة مع الأتراك، فلجأ إلى الصعيد.
إلا أنه استمر في مراسلة الإنجليز ليعودوا إلى مصر، ويساعدوه في انتزاع عرشها الذي اعتلاه محمد علي باشا، واستطاع هزيمة جيشين وجّههما محمد علي لقتاله في بني سويف والرحمانية، إلا أنه توفي في 28 يناير 1807م أثناء عودته إلى الصعيد بعد إخفاقه في حصار دمنهور، وقبل أشهر من وصول حلفاؤه الإنجليز في حملتهم على مصر.

## حياته
كان محمد مملوكاً، جُلب سنة 1775م ثم باعوه إلى  سليم أغا الغزاوي المُلقب بتيمورلنك والذي أهداه إلى مراد بك أحد أكبر أمراء المماليك فرد عليه بهدية ألف أردب من الغلال فسمي الألفي. ثم أصبح بعد ذلك أحد أكبر أمراء المماليك.
امتلك محمد بك الألفي مالاً كثيراً وبنى القصور والبيوت وامتلك الكثير من الخدم والمماليك، وكان الألفي عصبي المزاج وجاءه أحد أمراء المماليك وطلب منه أمرا فوافق الألفي، وبعد انصراف الرجل عدل عن رأيه فعاتبه الأمير المملوكي على ذلك، فثار الألفي وأمر رجاله بضربه بالنبابيت إلى أن مات بعد يومين. وصل الخبر لمراد بك فأمر بنفيه إلى ما يعرف اليوم باسم كفر الشيخ.
انتشر وباء الطاعون في مصر وأفنى الكثير من الأهالي، فسافر الألفي وأهله إلى الصعيد وظل هناك أربع سنوات وعكف خلالها على مطالعة كتب الفلك والهندسة والعلوم والتاريخ، أعلن اعتزاله الدنيا واكتفاؤه بالاقطاعيات التي يملكها، وكثر أعداؤه من أمراء المماليك ورغبوا في الاستيلاء على ممتلكاته فأكثر من شراء المماليك إلى أن امتلك أكثر من ألف مملوك وأربعين كاشف، وكان يزوج مماليكه لجواريه ويعتقهم ويسكنهم وينفق عليهم في محاولة لضمان ولاء المماليك له. 
شيد الألفي قصر كبير في الأزبكية ذو أعمدة رخامية ضخمة ونوافذ من الخشب الثمين وزينه بالتحف والنجف مما أهداه له بعض أثرياء أوروبا وكان يحيط بالقصر بستان شاسع. وبعد أن انتهى من بناء القصر أتت الحملة الفرنسية على مصر وكان وقتها الألفي في الشرقية، فاختار نابليون قصر الألفي مقرا لإقامته.
بعد رجوع الألفي للقاهرة، حارب جيوش نابليون في إمبابة وأبلى بلاءا حسنا وقتل منهم الكثير، وتنقل بعدها من مدينة لأخرى أثناء مقاومته للفرنسيين. نجح بعدها في دخول القاهرة أثناء حصار الفرنسيين لها بعد إندلاع ثورة القاهرة الثانية.
بعد ذلك سافر الألفي مع الجيش الإنجليزي لإنجلترا وبصحبته بعض الأمراء وترك محله أحد أمراءه وهو بشتك بك.